# Rolf Henne
Rolf Henne (* 7. Oktober 1901 in Schaffhausen; † 27. Juli 1966 in Küsnacht; heimatberechtigt in Sargans und Schaffhausen), eigentlich Hugo Rudolf Henne, war ein Schweizer Politiker (Nationale Front) und Unternehmer. Von 1934 bis 1938 war er Parteiführer der Nationalen Front.

## Leben
Rudolf Henne wuchs als Sohn eines Arztes in Schaffhausen auf. Er studierte Rechtswissenschaft in Zürich und Heidelberg und praktizierte bis 1934 sieben Jahre als Rechtsanwalt in Schaffhausen. Daneben publizierte er verschiedene Schriften. Bis 1933 stand er der Freisinnig-Demokratischen Partei nahe, deren Mitglied er war.
Ideologisch stand Henne jedoch der NSDAP besonders nahe und fiel vom Liberalismus ab. Im Kanton Schaffhausen gründete er die Neue Front und trat bei der Ständeratsersatzwahl 1933 an und konnte 27 % der Stimmen erringen. 1934 wurde er Landesführer der Nationalen Front und radikalisierte diese Partei hin zu einer nationalsozialistischen Ideologie. Damit brachte er sie endgültig auf offene Konfrontationslinie gegen das bestehende politische System der Schweiz. 1937 besuchte er den Reichsparteitag der NSDAP in Nürnberg.
Unter Henne verlor die Nationale Front zusehends an Einfluss. 1938 übernahm Robert Tobler die Führung der Partei, Henne legte daraufhin alle Parteiämter nieder. Er schrieb anschliessend Artikel für die Nationalen Hefte der Frontenbewegung und war von 1940 bis 1943 deren Schriftleiter.
1944 wurde er Geschäftsleiter des Pressedienstes Zeitungslupe in Zürich, der 1948 mit dem Argus der Presse zusammengelegt wurde. Zusammen mit seinem Bruder Alex Henne war er bis zu seinem Tode Geschäftsführer des auch heute noch aktiven Unternehmens.
Rudolf Henne war ein Urenkel des Historikers Anton Henne.

## Werke (Auswahl)
- Der englische Freiheitsbegriff. Aarau: Sauerländer 1927. (Diss. jur. Univ. Zürich). (Zürcher Beiträge zur Rechtswissenschaft; n.F. 10).
- Aufsätze. Küsnacht: Selbstverlag 1963.